# Nordöstliches Tauberland
Das FFH-Gebiet Nordöstliches Tauberland ist ein 2005 vom Regierungspräsidium Stuttgart nach der Richtlinie 92/43/EWG (Fauna-Flora-Habitat-Richtlinie) angemeldetes Schutzgebiet (Schutzgebietskennung DE-6424-341) im Main-Tauber-Kreis im fränkisch geprägten Nordosten Baden-Württembergs. Das FFH-Gebiet ist Bestandteil des europäischen Schutzgebietsnetzes Natura 2000. Mit Verordnung des Regierungspräsidiums Stuttgart zur Festlegung der Gebiete von gemeinschaftlicher Bedeutung vom 30. Oktober 2018 (in Kraft getreten am 11. Januar 2019), wurde das Schutzgebiet ausgewiesen.

## Beschreibung
Das FFH-Gebiet umfasst strukturreiche Steilhänge östlich von Tauberbischofsheim im Taubertal und dessen Seitentälern mit zum Teil extrem trockenen Standorten, herausragendes Arteninventar sowie an der Tauber von Lauda bis Tauberbischofsheim artenreiche Laubwälder auf der Hochebene.
Innerhalb des FFH-Gebietes liegen die Naturschutzgebiete Besselbergweinberge, Helmental-Kleinleiden, Lindenberg und Wormental.

## Schutzzweck
Folgende Lebensraumtypen nach Anhang I der FFH-Richtlinie kommen im Gebiet vor:
- Kalk-(Halb-)Trockenrasen und ihre Verbuschungsstadien (* orchideenreiche Bestände)
- Magere Flachland-Mähwiesen
- Kalkfelsen mit Felsspaltenvegetation
- Erlen-Eschen- und Weichholzauenwälder
- Labkraut-Eichen-Hainbuchenwälder
- Hainsimsen-Buchenwälder
- Waldmeister-Buchenwälder
- Wacholderbestände auf Zwergstrauchheiden oder Kalkrasen
- Basenreiche oder Kalk-Pionierrasen
- Fließgewässer mit flutender Wasservegetation
- Natürliche und naturnahe nährstoffreiche Stillgewässer mit Laichkraut- oder Froschbiss-Gesellschaften